# Janet Jackson como icono LGBT

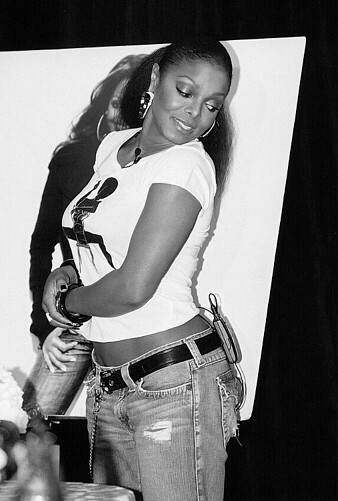
Janet Jackson en 2006.

Janet Jackson (nacida el 16 de mayo de 1966) es una actriz y cantante de pop y R&B estadounidense. Jackson obtuvo una considerable fanaticada LGBT durante la década de 1990 al ganar prominencia en la música pop. Reconocida como una aliada de larga data de la comunidad LGBT, Jackson recibió el Premio GLAAD al Álbum de Música Destacado por su sexto álbum de estudio ganador de un Premio Grammy, The Velvet Rope (1997), que se pronunció contra la homofobia y abrazó el amor entre personas del mismo sexo. En 2005, Jackson recibió el Premio Humanitario de la Campaña de Derechos Humanos y Proyecto de SIDA de Los Ángeles en reconocimiento a su participación en la recaudación de fondos para organizaciones benéficas contra el SIDA, y en 2008 recibió el Premio Vanguard en la 19.ª edición de los Premios GLAAD. En junio de 2012, Jackson anunció que era la productora ejecutiva de un documental sobre las vidas de personas transgénero en todo el mundo titulado Truth, afirmando que aceptó participar para ayudar a detener la discriminación contra la comunidad transgénero.

## The Velvet Ropey organizaciones benéficas contra el SIDA
Según se informa, durante la grabación del sexto álbum de estudio de Jackson, The Velvet Rope, el cantante sufrió depresión, lo que se convirtió en un tema central del álbum junto con otros temas como el abuso doméstico, la baja autoestima, el sadomasoquismo, la homofobia y la orientación sexual. En su reseña del álbum, Neil McCormick de The Daily Telegraph observó: «[Jackson] incluso aspira al estatus de icono gay, ofreciendo una actuación al estilo diva que recuerda a Diana Ross en 'Together Again' (una canción pop posterior al SIDA), cantando un himno a la homosexualidad en el tema jazzístico 'Free Xone' y terminando con una reinterpretación lésbica de 'Tonight's the Night' de Rod Stewart.» La canción «Free Xone» abordó específicamente la homofobia y las relaciones entre personas del mismo sexo. Las especulaciones sobre la propia orientación sexual de Jackson comenzaron a circular tras el lanzamiento de The Velvet Rope, particularmente en relación con su versión de «Tonight's the Night (Gonna Be Alright)» de Rod Stewart. Sin embargo, Jackson negó los rumores de que haya tenido relaciones sexuales con otras mujeres.

No me importa que la gente piense que soy gay o que me llamen gay. La gente va a creer lo que quiera. Sí, frecuento clubes gay, pero también otros clubes. Voy donde la música es buena. Amo a las personas independientemente de su preferencia sexual, independientemente de su raza. No, no soy bisexual. Me han relacionado con bailarines de nuestro grupo porque somos muy cercanos. Crecí en una familia grande. Me encanta ser afectuosa. Amo la intimidad y no tengo miedo de mostrarla. Nos quedamos dormidos en los brazos del otro. Nos abrazamos, nos besamos, pero no hay nada más allá de eso. Porque [René Elizondo Jr.] y yo terminamos, es como si la gente necesitara algún tipo de drama, algún tipo de chisme.
Janet Jackson para Ebony

El segundo sencillo del álbum, «Together Again», un éxito en varios países, se convirtió en un homenaje a los seres queridos que Jackson perdió por el SIDA, así como una elegía para las víctimas del SIDA y sus familias en todo el mundo. La animada canción dance fue arreglada para celebrar el espíritu de aquellos que han fallecido, en lugar de lamentar sus muertes, como comentó Jackson. Una parte de las ventas del sencillo fue donada por Jackson a la Fundación para la Investigación sobre el Sida. El 17 de noviembre de 1997, Jackson fue homenajeada por el Foro Nacional de Liderazgo de Lesbianas y Gays Negros por el contenido relacionado con la orientación sexual del álbum, además de recibir el premio al Álbum de Música Destacado en la 9.ª edición de los Premios GLAAD en 1998. En junio de 2005, Jackson recibió el Premio Humanitario de la Campaña de Derechos Humanos y Proyecto de SIDA de Los Ángeles en honor a su activismo.

Lo que he aprendido en estos últimos meses es que hay una luz al final del túnel, y es real. Es una luz hermosa que consuela nuestras mentes y fortalece nuestras almas. Esta noche mi corazón está lleno de gratitud por esa luz. Estoy muy agradecida de que las oraciones sean respondidas, de que la fe sea recompensada y de que la tolerancia sea celebrada como una virtud. Estoy agradecida de que Dios sea de amor incondicional.
Janet Jackson para ABC News

También ha sido una firme defensora de practicar sexo seguro como medio para inhibir la propagación del virus del SIDA, criticando a quienes son «descuidados» en lo que respecta a las relaciones sexuales.

## Movimientos sociales LGBT
Los movimientos sociales LGBT, que incluyen el movimiento por los derechos de gays y lesbianas, la liberación gay, el feminismo lésbico, y el activismo transgénero, a menudo han recibido el respaldo de celebridades, incluyendo a Jackson. Ella ha expresado frecuentemente su apoyo al matrimonio entre personas del mismo sexo, defendiendo que todas las personas tienen derecho a enamorarse. En 2008, Jackson apareció en un anuncio de servicio público patrocinado por la red de televisión Logo y la Red de Educación para Gays, Lesbianas y Heterosexuales (GLSEN) en respuesta al tiroteo en la escuela E.O. Green. El anuncio aborda el asesinato de Lawrence «Larry» King, de quince años, y la seguridad de los jóvenes LGBT en las escuelas públicas. Jackson afirmó que «ninguno de nosotros está seguro, hasta que todos estén seguros». El 26 de abril de 2008, la también icono gay Ellen DeGeneres le presentó a Jackson el Vanguard Award en la 19.ª edición de los Premios GLAAD en el Teatro Dolby de Los Ángeles.

Estamos encantados de homenajear a Janet Jackson en la 19.ª edición de los Premios GLAAD en Los Ángeles por ser una aliada tan visible, receptiva e inclusiva de la comunidad lesbiana, gay, bisexual y transgénero (LGBT). La Sra. Jackson cuenta con un gran número de seguidores tanto dentro como fuera de la comunidad LGBT, y el hecho de que se haya unido a nosotros para luchar contra la difamación que siguen sufriendo las personas LGBT en nuestro país es extremadamente significativo.
Neil G. Giuliano, Presidente de GLAAD

Jackson habló con Larry King en CNN, apoyando el Proyecto It Gets Better y el Proyecto Trevor, una organización sin fines de lucro que proporciona prevención de crisis y suicidios para jóvenes LGBT, en vista de los suicidios de gran repercusión mediática ocurridos en otoño de 2010. Jackson afirmó: «(Yo era) uno de esos chicos ... todo lo guardaba dentro ... internalizando todo. Y eso realmente puede afectarte, y sentirte indefenso y desesperanzado, y encontrar a esa persona en la que puedas confiar, ese adulto, como lo hice más tarde en la vida, en el que me sentía cómoda y segura para contar mis problemas, mis preocupaciones, mis dolores, mis achaques. Esto es realmente de lo que trata el Proyecto Trevor. Y tienen una línea directa de 24 horas ... Hay alguien con quien puedes hablar 24 horas que estará ahí para ti.» Jackson hizo un video oficial de It Gets Better Project que fue lanzado el 1 de diciembre de 2010.
Jackson está actualmente produciendo un documental sobre las vidas de personas transgénero en todo el mundo titulado el mundo titulado Truth, afirmando que aceptó participar para ayudar a detener la discriminación contra la comunidad transgénero. «Todas las personas son muy importantes para mí. He tenido la suerte de hacer amigos y aprender sobre vidas muy diferentes», dijo Jackson en una declaración. «'Truth' es nuestra pequeña oportunidad para pedir que intentes entender a alguien que vive su vida de una manera un poco diferente a la tuya, aunque todos nuestros corazones sean iguales. Queremos detener el odio y fomentar la comprensión.» 
El director Robert Jason, que anteriormente dirigió el documental de Style Network Style Exposed: Born Male, Living Female, sobre cuatro neoyorquinos transgénero, dijo que Jackson tendrá un papel destacado en el producto final. «Janet Jackson nos llevará a un viaje visualmente innovador e intelectual a través de las turbulentas vidas de personas transgénero de todas las edades en todo el mundo y su épica lucha por la igualdad», dijo Jason en una declaración anunciando el proyecto. «Esta película destacará historias emblemáticas y ofrecerá un vistazo a otras que cambiarán para siempre el panorama de género en el mundo. Así como es difícil creer que alguna vez existió una época en la que diferentes sectores de la sociedad debían usar fuentes de agua separadas, es igualmente increíble que la expresión de género de una persona siga siendo objeto de discriminación». Jackson trabaja detrás de escena en la película y también participará en algunas de las entrevistas frente a la cámara.